# Josh Silver
Josh Silver (Brooklyn, 14 novembre 1962) è un tastierista e produttore discografico statunitense, famoso per essere stato cofondatore e membro dei Type O Negative.

## Biografia

### Gli esordi
Il suo primo gruppo sono stati i Fallout, formazione che vedeva, oltre all'amico Peter Steele al basso e voce, John Campos alla chitarra e Louie Beateaux alla batteria, nei quali ha ricoperto il duplice ruolo di tastierista e produttore dando alle stampe l'unico singolo mai prodotto dal gruppo chiamato “Untitled” attraverso la sua etichetta (fondata appositamente) "Silver Records".

### Gli Original Sin
Dopo lo scioglimento dei Fallout nel 1982, l'amico Peter Steele fonda i Carnivore assieme a Louie Beateaux separando così le loro strade fino al 1988.
Durante questo periodo Josh si dedica, assieme all'altro membro dei Fallout, John Campos, alla produzione (loro l'arrangiamento e la produzione dell'album Revolution del 1988 del gruppo hip-hop Symphonic Evolution) e contemporaneamente, sempre con Campos, fonda gli Original Sin.
La band era composta da Josh Silver (che ne era anche il produttore) alle tastiere, Cheryl Alter (l'allora compagna di Josh) alla voce, Craig Kiell al basso, Ray Palagy alla batteria e John Campos alla chitarra.
Con questa formazione gli Original Sin hanno prodotto un singolo chiamato "Penalty Of Love / Already Gone 7” E.P.", prodotto dallo stesso Josh Silver con la sua "Silver Records", che ad oggi è l'unica testimonianza della band.
Nel 1984 Cheryl Alter lascia la band e viene rimpiazzata da un'altra cantante, Lyzzette Lopez-Marin, con la quale gli Original Sin fanno diversi concerti ed alcune registrazioni in studio (materiale mai prodotto) e riescono anche ad ottenere un contratto con un'etichetta, la "Moore Entertainment". Ma è proprio a causa dei cattivi rapporti con questa etichetta che la band si scioglie nello stesso anno. La cantante Lyzzette entrò nei Babylon, una band di Westchester che si sciolse poi nel 1985 e il bassista Craig Kiell ha formato nel 2002 una cover band degli U2 chiamata "Unforgettable Fire".

### I Type O Negative
Nel 1988 i Carnivore si sciolgono e Peter Steele dà vita ai Type O Negative (inizialmente chiamati "Sub Zero") richiamando Josh Silver alle tastiere.
Con i Type O Negative Josh suona e produce sino al 2010, quando il gruppo viene scosso dalla morte improvvisa di Peter Steele avvenuta il 14 aprile 2010.
Il 12 dicembre 2005 Josh apre il suo spazioweb Myspace ufficiale pubblicando un breve brano (1 minuto e 23 secondi) da lui prodotto chiamato "Untitled 1a" nel quale si sentono suoni di un ambiente di guerra e un muezzin islamico che recita una preghiera. Il riferimento al decennale conflitto tra palestinesi ed israeliani è decisamente esplicito (Josh Silver è un ebreo molto fiero, tanto da arrivare a darsi il soprannome di "Jew" - da jewish, "ebreo" in inglese). Successivamente, il 30 novembre 2007, pubblica un secondo brano chiamato "Jewdaica" (più lungo del precedente, 2 minuti e 30 secondi) nel quale si sente intonare una canzone in ebraico il tutto intermezzato da rumori e suoni che rimandano sempre al conflitto palestinesi/israeliani.
Josh al di fuori delle attività musicale è anche un paramedico; infatti nell'ottobre del 2009 è stato sostituito alle tastiere da Scott Warren (tastierista di Ronnie James Dio) durante il tour dei Type O Negative per poter completare il corso di studi da paramedico ed ottenere il brevetto.

## Discografia

### Come musicista

#### con gli Original Sin
- 1982 - Original Sin (singolo) (tastiere)

#### Con i Fallout
- 1981 - Rock Hard (singolo) (tastiere)

#### Con i Type O Negative
- 1991 - Slow, Deep and Hard (tastiere)
- 1992 - The Origin of the Feces (tastiere)
- 1993 - Bloody Kisses (tastiere)
- 1994 - After Dark DVD (tastiere)
- 1996 - October Rust (tastiere)
- 1999 - World Coming Down (tastiere)
- 2000 - The Least Worst Of (tastiere)
- 2003 - Life Is Killing Me (tastiere)
- 2006 - Symphony for the Devil DVD (tastiere)
- 2007 - Dead Again (tastiere)

#### Collaborazioni
- 1993 - Sheer Terror - Old, New, Borrowed And Blue (tastiere)
- 1988 - Symphonic Evolution - Revolution (tastiere)
- 2005 - Roadrunner United - The All-Star Sessions (tastiere nei brani Roads e Enemy Of The State)
- 2015 - The Estar Cohen Project - Waiting for Dawn (piano)

### Come Produttore
- 1988 - Symphonic Evolution - Revolution
- 1989 - Maximum Penalty - Demo '89 (demo)
- 1989 - Stillborn - Scorn Of Absence (demo)
- 1989 - Street Child - Street Child (EP)
- 1990 - Life of Agony - Death On the BMT (demo)
- 1990 - Life of Agony - Step Aside (demo)
- 1991 - Porphyria - Dreamer Of Darkness (demo)
- 1992 - Type O Negative - The Origin of the Feces
- 1993 - Type O Negative - Bloody Kisses
- 1993 - Life of Agony - River Runs Red
- 1993 - Sheer Terror - Old, New, Borrowed And Blue
- 1994 - Pist.on - Urine The Money (demo)
- 1994 - Life of Agony - This Time (singolo)
- 1994 - Life of Agony - Through and Through (singolo)
- 1996 - Pist.on - Number One
- 1996 - Type O Negative - October Rust
- 1997 - Pist.on - Grey Flap (singolo)
- 1999 - Type O Negative - World Coming Down
- 2000 - Type O Negative - The Least Worst Of
- 2000 - Not From Space/Real (17) - Not From Space/Real (17) (split)
- 2003 - Type O Negative - Life Is Killing Me
- 2005 - Roadrunner United - The All-Star Session (produzione dei brani Roads e Enemy Of The State)
- 2007 - Type O Negative - Dead Again

### Come tecnico
- 1987 - Mister Slick And The Cool Johnski, Critically Intense Association Of The Urban Lord Posse featuring M.C./A.C. - No Joke (registrazione)
- 1988 - A.P.P.L.E. - Plutocracy = Tyranny & Exploitation (ingegneria del suono)
- 1988 - Biohazard - Biohazard (demo) (ingegneria del suono)
- 1991 - Life of Agony – The Stain Remains (demo) (ingegneria del suono)
- 1991 - Enrage – Burning Within (demo) (registrazione)
- 1991 - Tony Dunmore – Why You Backin (ingegneria del suono)
- 1993 - Deadzone - An Audio Interpretation Of Human Existence (autoproduzione) (ingegneria del suono e missaggio)
- 1994 - Life of Agony - This Time (singolo) (produzione e missaggio)
- 1995 - Maximum Penalty - Demo EP (ingegneria del suono)
- 1995 - Sheer Terror - Good Fer Nuthin (EP) (registrazione del brano Cup A Joe)
- 1999 - Hartley C. White - Run The Gauntlet (registrazione)
- 1999 - Life of Agony - 1989-1999 (compilation) (registrazione dei brani Here I Am, Here I Stay, Depression, Plexiglas Gate, 3 Companions, Drowning, Dancing With The Devil, Step Aside, Colorblind)
- 2003 - Life of Agony - The Best Of Life Of Agony (produzione e missaggio nei brani This Time, Rivers Run Red, Through And Through, Bad Seed, Underground; registrazione del brano Here I Am, Here I Stay)
- 2005 - Nausea - The Punk Terrorist Anthology Vol.2: '85-'88 (ingegneria del suono nei brani Sacrifice, Johnny Got His Gun, Smash Racism, MTV (Feeding Of The Fortune 300), Right To Live, Godless, Divide & Conquer, Fallout (Of Our Being))
- 2009 - Stillborn - Answer's Left Unquestioned (ingegneria del suono nei brani Once Too Often, Need To Release, Safe Inside, Overcome, Flip Of A Coin, Personal Trauma, How Many More?, The Reason Why, Intro, Echoes, Little Caesar, Last Hurrah)